# Roténoïde

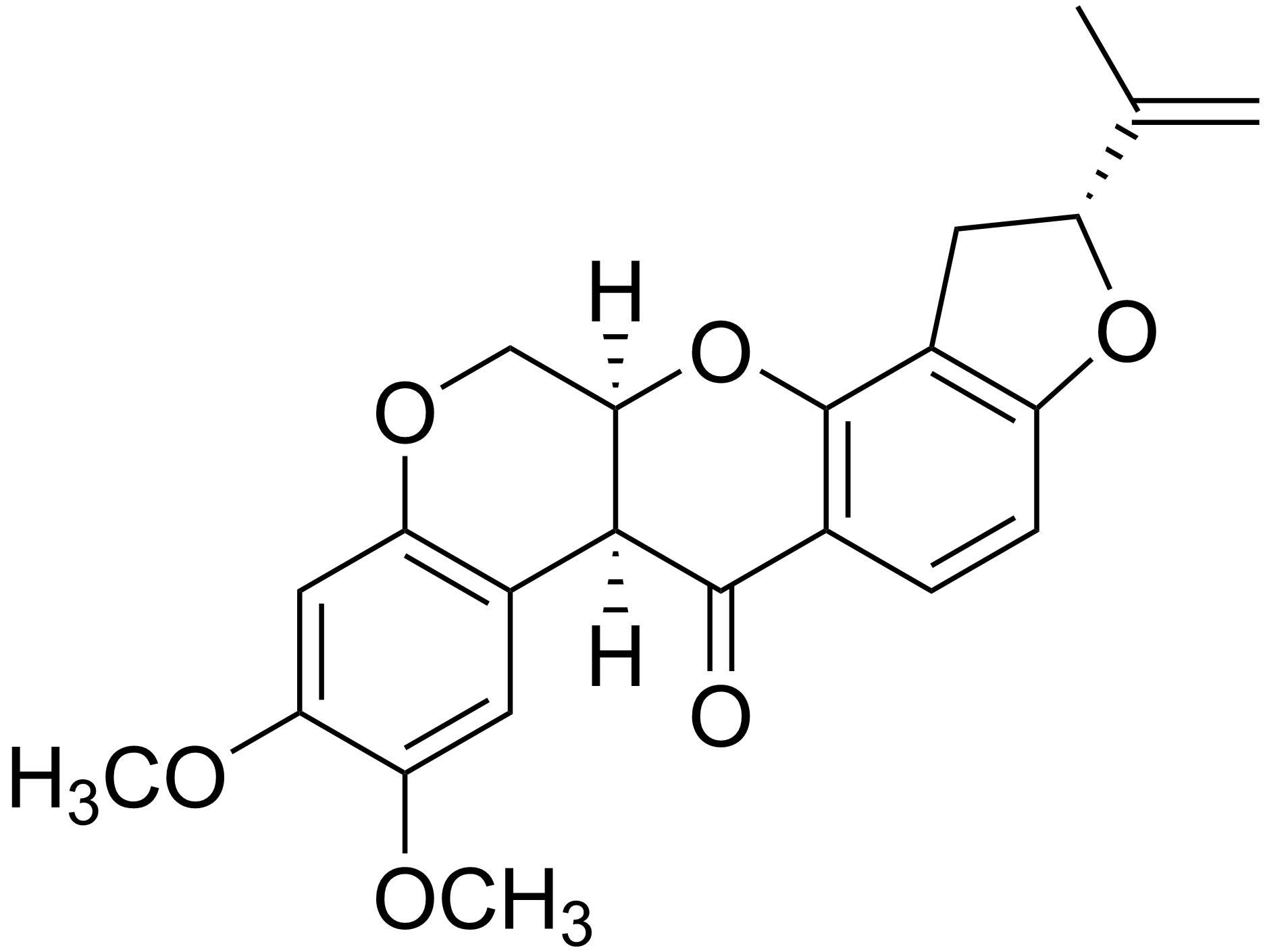
Roténone.

Les roténoïdes sont des substances naturelles contenant un noyau de tétrahydrochroméno [3,4-b] chromène à jonction cis-. Beaucoup de ces molécules ont une activité insecticide, comme le membre typique de la famille, la roténone. Les roténoïdes sont apparentés aux isoflavones. Ils sont caractérisés par l'inclusion d'un atome de carbone dans un hétérocycle additionnel. Les rotenoïdes sont photosynthétisés dans la nature par la cyclisation oxydative d'une 2′-méthoxy isoflavone,.

## Sources naturelles
De nombreuses espèces de plantes de la sous-famille des Faboideae (famille des Fabaceae) contiennent des roténoïdes. On en trouve notamment dans le genre Lonchocarpus. la dégueline et la téphrosine sont présentes chez l'espèce Tephrosia vogelii.
Le 6'-O-β-D-glucopyranosyl-12a-hydroxydalpanol se trouve dans les fruits d’Amorpha fruticosa.
Les molécules suivantes : elliptol, 12-deoxo-12alpha-méthoxyelliptone, 6-méthoxy-6a,12a-déhydrodégueline, 6a,12a-déhydrodégueline, 6-hydroxy-6a,12a-déhydrodégueline, 6-oxo-6a,12a-déhydrodégueline et 12a-hydroxyelliptone peuvent être isolées des rameaux de Millettia duchesnei.
La dégueline, la déhydrodégueline, le roténol, le roténone, la téphrosine et le sumatrol se trouvent chez Indigofera tinctoria. La 6aα,12aα-12a-hydroxyelliptone est présente dans les tiges de Derris trifoliata.
L'amorphol, roténoïde bioside, peut être isolé de plantes du genre Amorpha.
La dégueline, la roténone, l'elliptone et l'α-toxicarol se trouvent dans les graines de Lonchocarpus salvadorensis.
Le clitoriacétal, la stémonacétal, le 6-déoxyclitoriacétal, le 11-déoxyclitoriacétal, le 9-déméthylclitoriacétal et le stémonal peuvent être isolés des plants de Clitoria fairchildiana.
On peut aussi trouver des rotenoïdes dans des espèces de plantes de la famille des Nyctaginaceae. Les mirabijalones A, B, C et D, la 9-O-méthyl-4-hydroxyboeravinone B, les boeravinone C et F, et le 1,2,3,4-tétrahydro-1-méthylisoquinoline-7,8-diol) peuvent être isolés des racines de Mirabilis jalapa. 
Les boeravinones G et H sont deux roténoïdes isolés dans des plants de Boerhavia diffusa.
L'abronione et la boeravinone C sont présentes dans une espèce annuelle des zones désertiques, Abronia villosa.
En 2015, un nouveau roténoïde, la crocéténone, a été extrait du rhizome d’Iris crocea.